# Sandino (película)
Sandino es una película dirigida por el chileno Miguel Littín, producida por Miguel Littín P.C. para la Televisión Española y realizada en colaboración con Chile, Nicaragua e Italia. Fue estrenada como largometraje en cines de Madrid y de Barcelona el 12 de abril de 1991 y como serie de televisión en 1994.

## Argumento
Narra la vida de Augusto César Sandino (1895-1934), líder de la resistencia nicaragüense frente al ejército de ocupación estadounidense entre 1927 - 1933 y la Guardia Nacional organizada en su contra tras la derrota de los marines. 
Entre los personajes reales que aparecen, destacan Calvin Coolidge (presidente de Estados Unidos), el dictador nicaragüense Anastasio Somoza, el presidente del país Juan Bautista Sacasa, el coronel Logan Feland y el capitán Gilbert D. Hatfield de la Marina, así como Blanca Aráuz Pineda, (telegrafista del pueblo de San Rafael del Norte, Jinotega y esposa de Sandino), jóvenes trabajadores que compartieron la lucha con Sandino como los generales Francisco Estrada, José Gregorio Colindres y Pedro Altamirano Pedrón, y Teresa Villatoro, su mujer en la montaña.

## Reparto
- Kris Kristofferson (Tom Holte)
- Joaquim de Almeida (Augusto César Sandino)
- Dean Stockwell (Gilbert D. Hatfield)
- Ángela Molina (Teresa Villatoro)
- Omero Antonutti (Gregorio Sandino)
- Victoria Abril (Blanca Aráuz)
- Blanca Guerra (Rossana)
- José Alonso (Anastasio Somoza García)
- Fernando Balzaretti (Francisco Estrada)
- Alonso Echánove (Juan Pablo Umanzor)
- Alejandro Bracho (Sócrates Sandino)
- Gustavo Ganem (José Gregorio Colindres)
- Reynaldo Miravalles (alfarero)
- Rufino Echegoyen (Paredes)
- Alejandro Parodi (José María Moncada)
- Judith Roberts (Gustava von ghein Gaben)
- Wally Michaels (Logan Feland)
- Richard Bourg (Bruce)
- Thomas Campbell (Larsen)
- Hansford Rowe (Matthew Elting Hanna)
- Bernard Dheran (Henry Lewis Stimson)
- Ernesto Gómez Cruz (Farabundo Martí)

## Otros antecedentes del proyecto
El proyecto inicial, encargado en la etapa de Pilar Miró en TVE, constaba de un largometraje de dos horas de duración y una serie dividida en tres episodios de 55 minutos cada uno. En 1991 se estrenó en cines y permaneció inédita en televisión hasta 1994. 
La gestión del elevado presupuesto invertido por TVE añadieron polémica al rodaje, que finalizó en diciembre de 1989. 
El actor Dustin Hoffman fue considerado para encarnar al general Sandino, interpretado finalmente por el portugués Joaquim de Almeida.
El equipo de rodaje recorrió todos los lugares significativos en la vida del revolucionario: Niquinohomo (aldea donde nació Sandino), Corinto, Granada y Managua. También se trasladaron a Washington, donde él trabajó, y a varias poblaciones mexicanas.
Esta producción, según afirma el director, "narra la historia de Sandino desde un punto de vista humano: el esfuerzo y la perseverancia de un hombre por liberar a su pueblo y de cómo se convierte primero en un jefe, luego en un héroe y después en mártir. No se trata de una biografía al estilo de una iconografía escolar, sino existencial. El halo poético y romántico pesa más que el puramente político. Con Sandino pretendemos rescatar para la memoria popular la figura, la gesta, la aventura y desventura sin fronteras de un hombre que, como pocos, simboliza el anhelo de libertad e independencia de América Latina".